# Rhynchospora reptans
Rhynchospora reptans là loài thực vật có hoa trong họ Cói. Loài này được (Rich.) Kük. miêu tả khoa học đầu tiên năm 1951.